# Tarnowo (powiat obornicki)
Tarnowo (też: Tarnowo Rogozińskie) – wieś w Polsce położona w województwie wielkopolskim, w powiecie obornickim, w gminie Rogoźno.
We wsi znajduje się przystanek PKS oraz PKP (Tarnowo Rogozińskie). Wieś leży przy drodze krajowej nr 11. W miejscowości znajduje się kaplica, 2 sklepy, szkoła podstawowa, gimnazjum. W latach PRL-u we wsi działała spółdzielnia rolnicza oraz PGR. W latach 90. zostały one przekształcone w prywatne firmy.
W latach 1975–1998 miejscowość należała administracyjnie do województwa pilskiego.